# Jean-Baptiste Boucheseiche
Pour les articles homonymes, voir Boucheseiche.
Jean-Baptiste Boucheseiche, né à Chaumont (Haute-Marne) le 14 octobre 1760, mort à Chaillot le 4 janvier 1825, est un géographe français.
Il fit ses études et devint professeur chez les Prêtres de la doctrine chrétienne, il fut l'un des meilleurs géographe de la période révolutionnaire. Géographe il exerça ensuite la profession de policier aux mœurs, il entra au bureau central et sous le Consulat, à la préfecture de police.
Il est inhumé au cimetière du Père-Lachaise (10e division).

## Ses œuvres
- La géographie nationale ou la France divisée en départements (1790)
- Description abrégée de la France À Paris, chez l'auteur et se trouve chez P.D. Brocas. 1790. In-8, (2 ff) et 320 pages ; carte dépliante."La Description abrégée de la France est distribuée gratis à MM. les Souscripteurs du Géographe National" (Au verso du titre)
- Description et géographie de l'Insoustan qu'il traduit d'un ouvrages anglais (1800).

## Sources
1. ↑  appl, « BOUCHESEICHE Jean-Baptiste (1760-1825) », sur Cimetière du Père Lachaise – APPL, 8 mars 2023 (consulté le 29 septembre 2024)

- Jean Tulard, Jean-François Fayard et Alfred Fierro, Histoire et dictionnaire de la Révolution française. 1789–1799, Paris, éd. Robert Laffont, coll. « Bouquins », 1987, 1998 [détail des éditions] (ISBN 978-2-221-08850-0)